# Liste der Kulturdenkmäler in Erbes-Büdesheim
In der Liste der Kulturdenkmäler in Erbes-Büdesheim sind alle Kulturdenkmäler der rheinland-pfälzischen Ortsgemeinde Erbes-Büdesheim aufgeführt. Grundlage ist die Denkmalliste des Landes Rheinland-Pfalz (Stand: 25. März 2025).

## Denkmalzonen
| Bezeichnung                    | Lage                                         | Baujahr                            | Beschreibung                                                                                                 | Bild |
| ------------------------------ | -------------------------------------------- | ---------------------------------- | --- | ---- |
| Denkmalzone Jüdischer Friedhof | nordöstlich des Ortes; Flur Im Mühlpfad Lage | zweite Hälfte des 19. Jahrhunderts | von hoher Mauer umfasstes Areal mit sechs Grabsteinen, zweite Hälfte des 19. und Anfang 20. des Jahrhunderts | BW   |

## Einzeldenkmäler
| Bezeichnung                              | Lage                                                             | Baujahr                                      | Beschreibung | Bild            |
| ---------------------------------------- | ---------------------------------------------------------------- | -------------------------------------------- | --- | --------------- |
| Kriegerdenkmal                           | Alzeyer Straße, Ecke Hauptstraße Lage                            | 1892                                         | Kriegerdenkmal 1870/71; reliefierter Obelisk, 1892 | Fotos hochladen |
| Weißes Schloss                           | Alzeyer Straße 8a Lage                                           | 13. Jahrhundert                              | Herrenhaus der ehemaligen Wasserburg der Herren von Morsheim; dreigeschossiger Mansardwalmdachbau, im Kern wohl aus dem 13. Jahrhundert, Umbau bezeichnet 1493 und um 1690, im 18. Jahrhundert barock überformt; Bruchsteinmauer des Gartens abschnittsweise erhalten | Fotos hochladen |
| Kriegerdenkmäler und Grabmäler           | Friedhofsweg, auf dem Friedhof Lage                              | ab 1834                                      | auf dem Friedhof: - Kriegerdenkmal 1914/18, Pfeilermonument mit bekrönendem Eisernen Kreus, 1925; - Kriegerdenkmal 1939/45, einschwingende Pfeilerstellung, 1950er Jahre; - Grabmal Jacob Lang († 1834), klassizistische Sandsteinstele; Grabmal Familie Fetzer-Stibi, Ädikula mit Marmorengel und Porträtrelief von Maria Margaretha Fetzer († 1927), originale Einfriedung | BW              |
| Gasthaus Zur Reichskrone                 | Hauptstraße 4 Lage                                               | erste Hälfte des 18. Jahrhunderts            | Barockbau, erste Hälfte des 18. Jahrhunderts, Saaltrakt, teilweise Fachwerk, um 1905; Bruchsteinscheune, bezeichnet 1766 (Kellerabgang); Schwengelpumpe, um 1900 | Fotos hochladen |
| Hofanlage                                | Hauptstraße 6 Lage                                               | 18. und 19. Jahrhundert                      | Dreiseithof, 18. und 19. Jahrhundert; Wohnhaus, teilweise Zierfachwerk, bezeichnet 1712, Walmdachscheune bezeichnet 1737; zwei dreischiffige Gewölbeställe, bald nach 1850 eingefügt; Schlussstein des ehemaligen Hoftorbogens, bezeichnet 1737 | Fotos hochladen |
| Evangelische Kirche                      | Hauptstraße 8 Lage                                               | 1733–35                                      | barocker Saalbau, 1733–35, Veränderungen im 19. Jahrhundert | Fotos hochladen |
| Katholische Pfarrkirche St. Bartholomäus | Hauptstraße 24 Lage                                              | 1736–45                                      | barocker Saalbau, 1736–45, 1828 erhöht; mit Ausstattung | Fotos hochladen |
| Hofanlage                                | Hauptstraße 26 Lage                                              | 18. und 19. Jahrhundert                      | Vierseithof, 18. und 19. Jahrhundert; winkelförmiges Wohnhaus, bezeichnet 1818, Nebengebäude mit Torfahrt, bezeichnet 1764 | BW              |
| Reliefstein                              | Hauptstraße, an Nr. 44 Lage                                      | 1654                                         | Reliefstein, bezeichnet 1654 | Fotos hochladen |
| Hofanlage                                | Nacker Straße 2 Lage                                             | 19. Jahrhundert                              | stattliche Hofanlage, 19. Jahrhundert; spätklassizistisches Wohnhaus, Architekt Bauaufseher Georg Mayer; winkelförmige Ökonomie mit dreischiffigem kreuzgratgewölbtem Stall, Querscheune bezeichnet 1838, parkähnlicher Garten | BW              |
| Wohnhaus                                 | Niedergasse 1 Lage                                               | Mitte des 18. Jahrhunderts                   | Wohnhaus, teilweise Zierfachwerk, wohl aus der Mitte des 18. Jahrhunderts; zeitweilig Betraum der jüdischen Gemeinde | BW              |
| Katholisches Pfarrhaus                   | Niedergasse 2 Lage                                               | 1739                                         | eingeschossiger barocker Krüppelwalmdachbau, 1739, Figurennische des 19. Jahrhunderts | BW              |
| Hofanlage                                | Pankratiushofstraße 19 Lage                                      | 18. und 19. Jahrhundert                      | Hofanlage, 18. und 19. Jahrhundert; barockes Wohnhaus, teilweise Zierfachwerk, Kellerabgang bezeichnet 1718; Bruchsteinscheune (verputzt), frühes 18. Jahrhundert; rückwärtig Überrest der vor 1488 erbauten Blauen Burg: ruinöser Schalenturm, 15. Jahrhundert | BW              |
| Wehrturm                                 | Pankratiushofstraße 20 Lage                                      | vor 1488                                     | spätgotischer Wehrturm der Blauen Burg, vor 1488; in der Südmauer des Anwesens Renaissance-Portal, bezeichnet 1573 | BW              |
| Wohnhaus                                 | Untere Kirchgasse 1 Lage                                         | frühes 18. Jahrhundert                       | barockes Wohnhaus, teilweise Zierfachwerk, frühes 18. Jahrhundert, Oberlichtportal bezeichnet 1765 | BW              |
| Bildstock                                | nördlich des Ortes am Flonheimer Weg; Flur Am Heiligen Haus Lage | 17. Jahrhundert                              | Kreuzigungsrelief in Spitzbogennische, 17. Jahrhundert | Fotos hochladen |
| Wegweiser                                | südwestlich des Ortes; Flur Auf der Straße Lage                  | zweite Hälfte des 19. Jahrhunderts           | Wegweiser mit vier allseitig beschrifteten Auslegern, Gusseisen, zweite Hälfte des 19. Jahrhunderts | Fotos hochladen |
| Nacker Kreuz                             | westlich des Ortes an der K 7; Flur Bangert Lage                 | erste Hälfte oder Mitte des 16. Jahrhunderts | Wegekreuz, spätgotisch, erste Hälfte oder Mitte des 16. Jahrhunderts | Fotos hochladen |